# Neuköllner Schifffahrtskanal
Der Neuköllner Schifffahrtskanal (auch: Neuköllner Verbindungskanal) ist eine Wasserstraße im Nordosten des Berliner Bezirks Neukölln. Bei seiner Anlage hieß er Rixdorfer Schiffahrtskanal.
Er hat eine Länge von etwa vier Kilometern und verbindet den Landwehrkanal von der Lohmühlenbrücke im Norden (km 0) mit dem Teltow- sowie dem Britzer Verbindungskanal am Hafen Britz-Ost im Süden. Bei Kilometer 3,3 befindet sich die Schleuse Neukölln, die den Oberhafen mit dem Unterhafen verbindet. Zuständig ist die Senatsverwaltung Berlin, Bezirksamt Neukölln.

## Geschichte

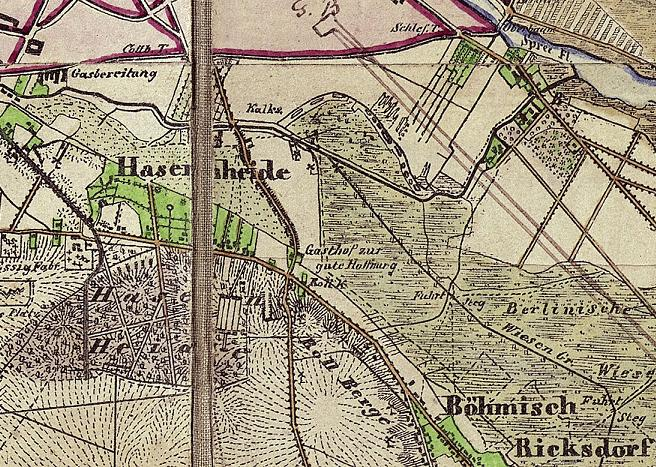
Wiesengraben auf einer Karte von 1842

Schematische Karte

Unter Planung und Leitung von Hermann Weigand wurde 1902/1903 zuerst eine 1,9 Kilometer lange Verbindung zwischen Landwehrkanal und der damaligen Rixdorfer Gasanstalt fertiggestellt. Man folgte dabei dem jahrhundertealten „Schlangengraben“, im 19. Jahrhundert „Wiesengraben“ genannt, der bereits als Entwässerungsgraben in den späteren Landwehrkanal mündete. Dieses Teilstück hieß Rixdorfer Stichkanal. Seit 1904 trägt die südwestliche Uferstraße den Namen Weigandufer. In den Jahren 1912/1913 erfolgte die Verlängerung zum Teltowkanal. Im Jahr 1934 wurde das nordöstlich verlaufende Köllnische Ufer, als Würdigung für das Schaffen des Neuköllner Baubeamten und Architekten Reinhold Kiehl, in ‚Kiehlufer‘ umbenannt. Die Wasserspiegelbreite beträgt in der Landwehrkanalhaltung 22,10 m, in der Teltowkanalhaltung 26,60 m. Die Wassertiefe liegt in der unteren Haltung (Landwehrkanal) bei 2,50 m, in der oberen (Teltowkanal) bei 3,50 m.

## Schleuse Neukölln

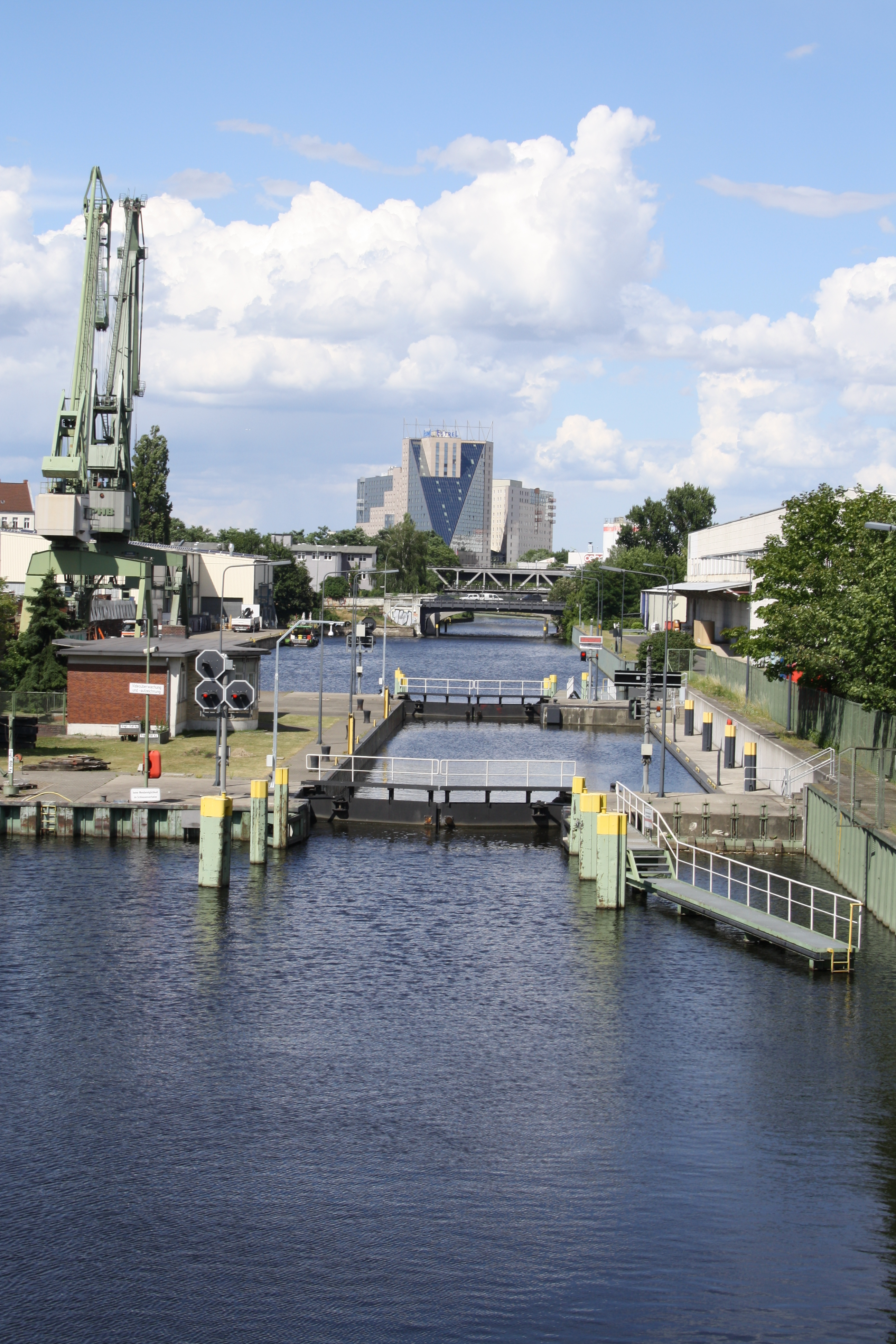
Schleuse Neukölln

Die Schleuse Neukölln wurde in zwei Bauabschnitten zwischen 1902 und 1914 erbaut und diente in erster Linie zur Trockenlegung der Umgebung. Sie wurde als Kammerschleuse mit schrägen Wänden mit einer Länge von 67 m, einer Kammerbreite von 27,4 m und einer Torbreite von 8,5 m errichtet. Die mittlere Differenz, die Fallhöhe zwischen Ober- und Unterwasser beträgt im Mittel nur 14 cm. Die Schleusenkammer wurde durch unter dem Wasser liegende Öffnungen befüllt beziehungsweise geleert, deren Bedienung manuell durch einen Schleusenwärter erfolgte.
In den Jahren 1959/1960 wurde die Schleuse elektrifiziert, sodass die Stemmtore durch Motoren geöffnet werden konnten. 1968 wurde ein zentraler Bedienstand in einem neu errichteten Schleusenwärterhaus geschaffen. In den Jahren 2000 und 2001 wurde die Schleuse grundlegend instand gesetzt und automatisiert, sodass sie von den Bootsführern selbst bedient werden kann. Außerdem erfolgt seitdem das Füllen und Leeren durch die Toröffnungen und nicht mehr unterirdisch. Wegen des geringen Höhenunterschiedes hatte man auch erwogen, die Schleuse komplett aufzugeben. Dazu hätte aber der Wasserstand des Landwehrkanals so weit angehoben werden müssen, dass die Fahrgastschiffe die Brücken nicht mehr hätten passieren können.
Die Schleuse Neukölln ist die einzige im Bereich des Wasserstraßen- und Schifffahrtsamtes Spree-Havel, die nicht von dieser Bundesbehörde, sondern von der Stadt Berlin verwaltet wird.

## Häfen und Brücken
Der Hafen Neukölln befindet sich zwischen der Grenzallee und der Lahnstraße. Er besteht aus dem Oberhafen und dem unterhalb der Schleuse Neukölln liegenden Unterhafen. Dort werden überwiegend Recyclingstoffe umgeschlagen. Etwas weiter südlich, an der Einmündung in den Teltowkanal befindet sich der Hafen Britz-Ost.
Zur Verbindung der Verkehrswege, die über das neue Gewässer führen, wurden schrittweise Brücken gebaut, darunter die Wildenbruchbrücke, Treptower Brücke, Teupitzer Brücke und später die Sonnenbrücke. Im Jahr 1905 ließ die Berliner Verwaltung von der Monier- und Betonbaugesellschaft Berlin zusätzlich eine Fußgängerbrücke über den Kanal errichten. Die Brücke hat eine Breite von drei Metern und ihr Bau kostete 12.000 Mark (kaufkraftbereinigt in heutiger Währung: rund 93.000 Euro). Sie führt die Innstraße über den Kanal. Später erhielt sie den Namen Elsensteg, weil sie die Verbindung mit der Elsenstraße in Neukölln und dem Ortsteil Alt-Treptow herstellt.
Insgesamt verzeichnet der Berliner Stadtplan im Jahr 2020 neun Brücken im Verlauf des Kanals zwischen der Spree und dem Teltowkanal. Hinzu kommt das zwischen den Jahren 1997 und 2004 gebaute Autobahndreieck Neukölln, das allein mit sechs Brücken auf vier Ebenen den Neuköllner Schifffahrtskanal überspannt.

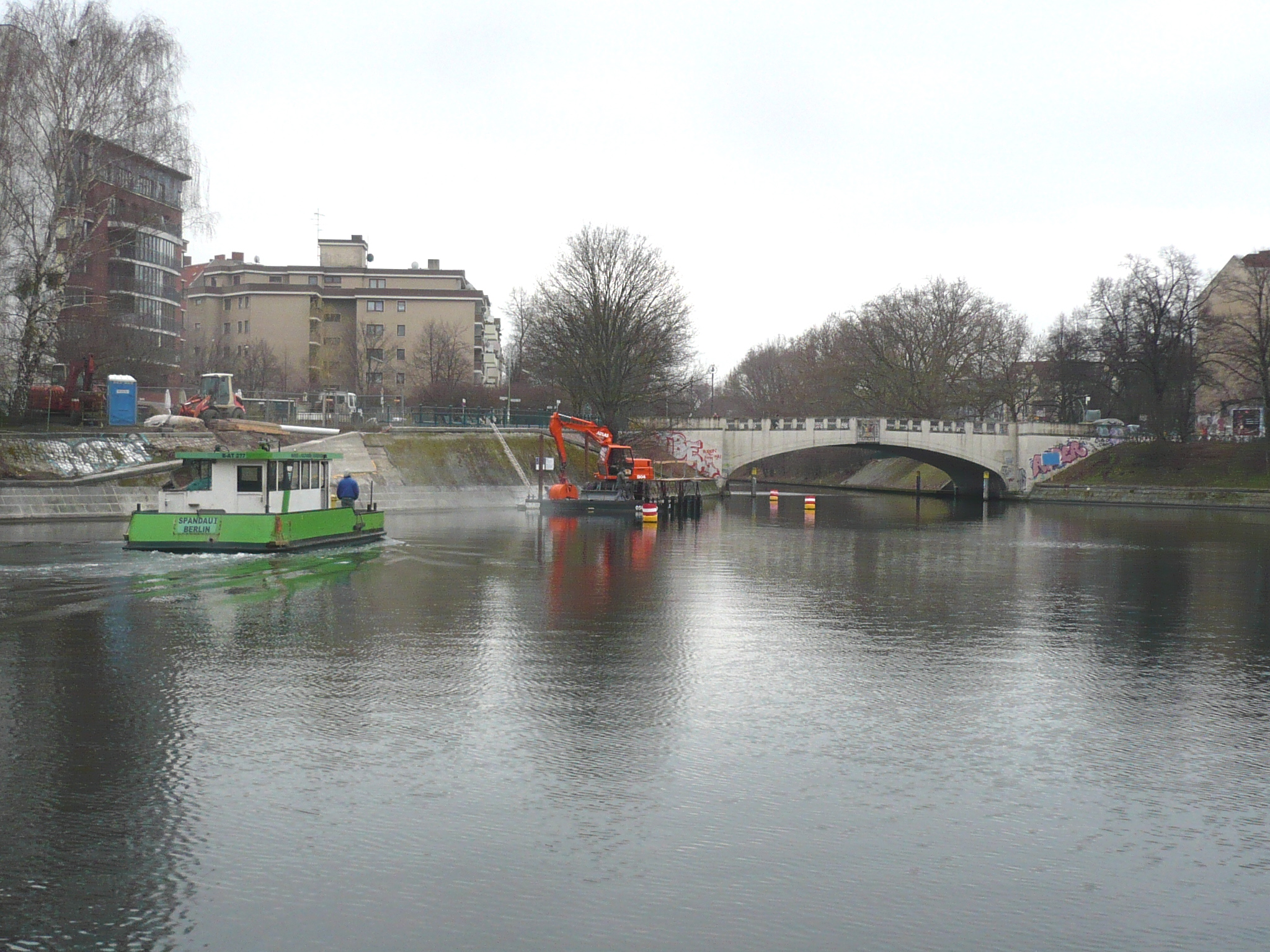
Mündung in den Landwehrkanal, im Hintergrund die Lohmühlenbrücke
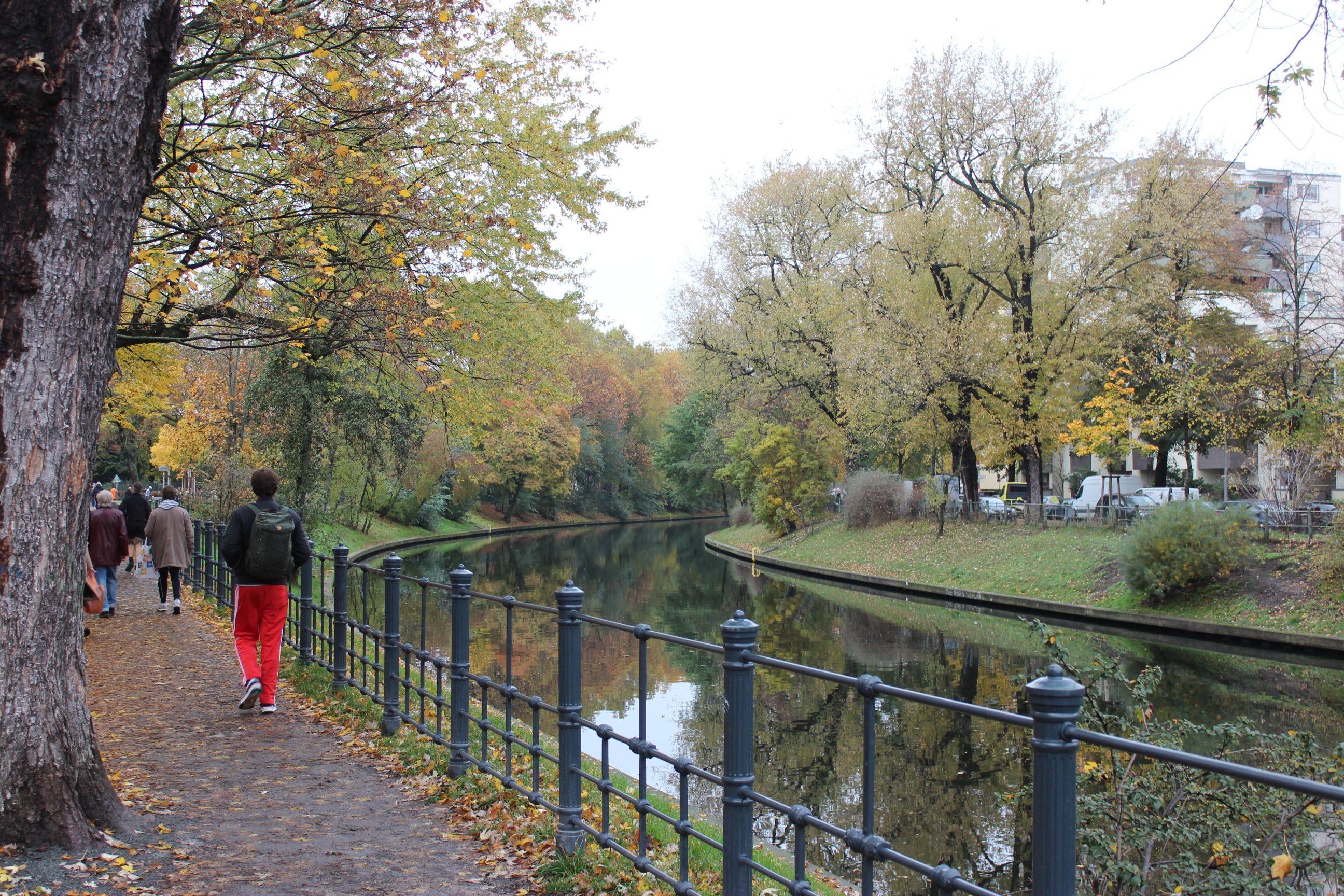
Neuköllner Schifffahrtskanal südöstlich des Weichselplatzes
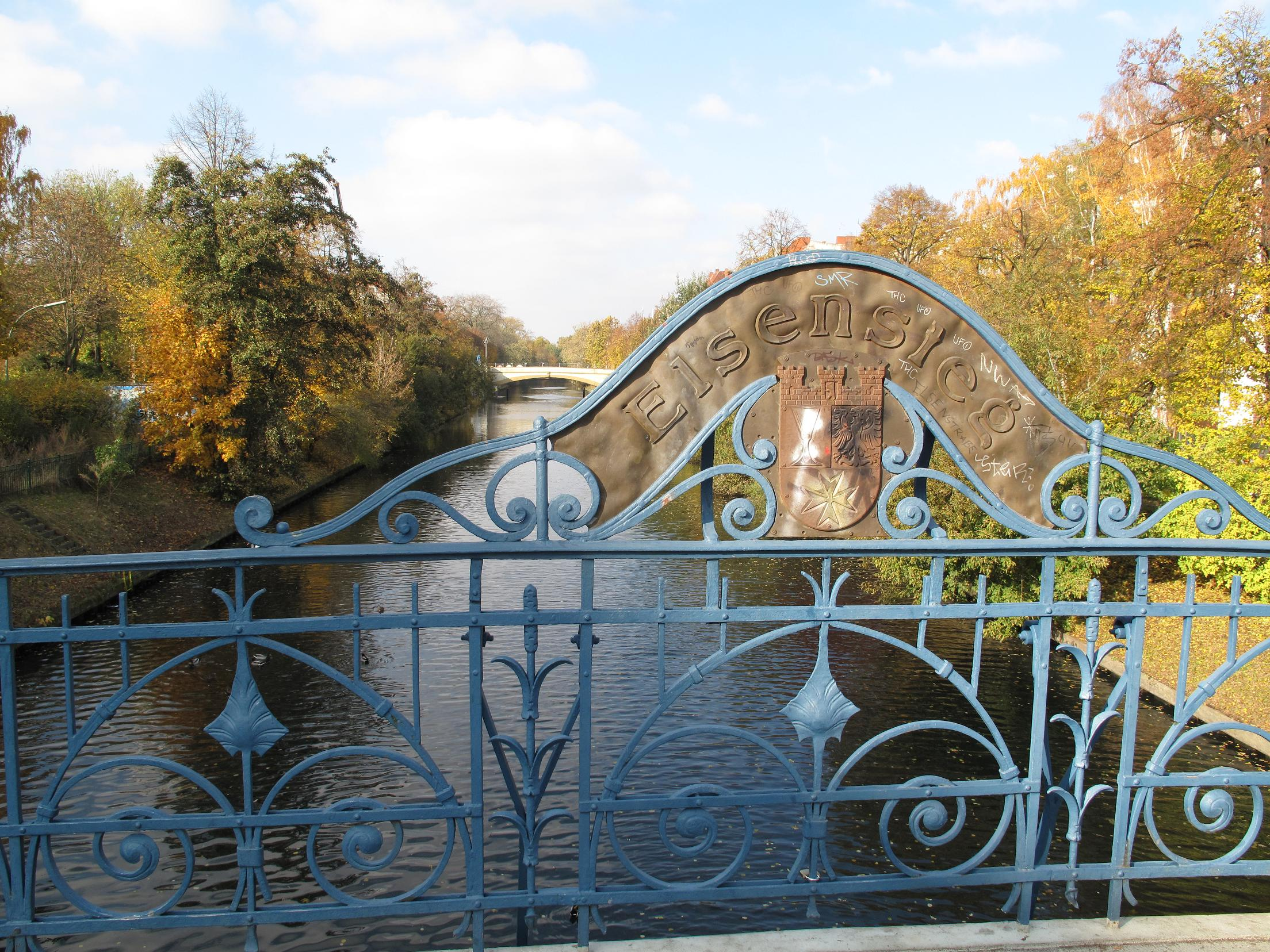
Elsensteg, im Hintergrund die Wildenbruchbrücke
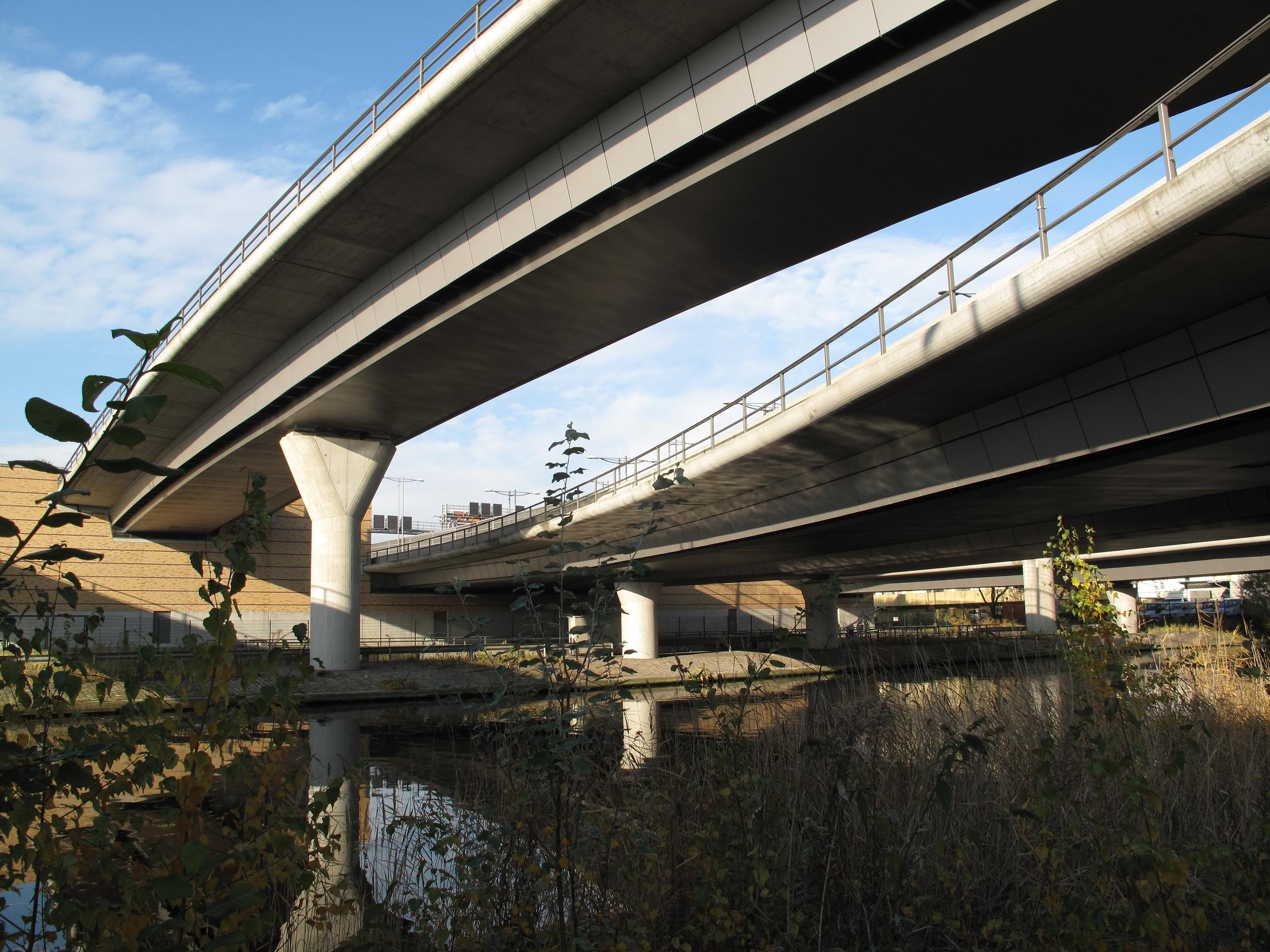
Autobahndreieck Neukölln, 2009
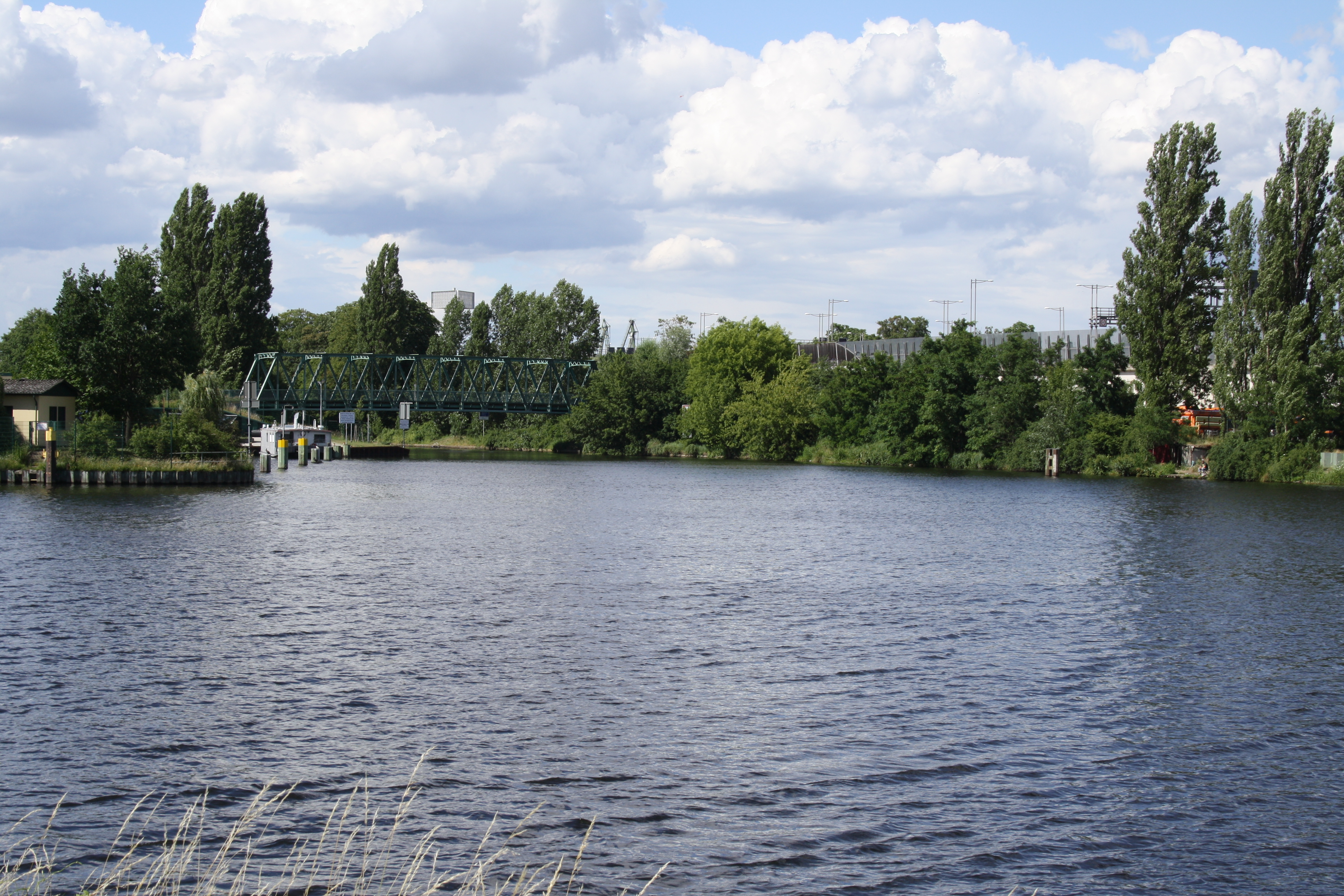
Mündung in den Teltowkanal

## Schreibweise
Die offizielle Bezeichnung des Kanals ist laut Bezirksamt Neukölln von Berlin Neuköllner Schifffahrtskanal. In aktuellen Veröffentlichungen, darunter auch auf den amtlichen Landkarten des Fachbereichs Vermessung und Geoinformation, wird die neue Schreibweise nach der Rechtschreibreform von 1996 (mit drei ‚f‘) beachtet.